# M/F Bilfergen
M/F Bilfergen är en norsk bilfärja och museifartyg från 1922. Den byggdes på Nerhus verft i Ølve i Hardanger.

## Historik
Avsikten var att hon skulle vara ett fiskefartyg, men under byggnationen övertogs hon av A/S Aalesund Færgeselskap som behövde en färja. Lastutrymmet byggdes om till salong och däcket gjordes om till bildäck. Färjan, som fick namnet Bilfærgen, hade plats för fyra bilar som lastades på tvären, samt en motorcykel. När hon skulle lastas togs relingen bort. Hon försågs med en begagnad tvåcylindrig råoljemotor från J. & C. G. Bolinders Mekaniska Verkstad i Stockholm och sattes i trafik mellan Vestnes och Åndalsnes.
Rutten gick emellertid med förlust så färjan hyrdes ut till Møre Fylkes Ruteselskap som trafikerade Hellesylt och Geiranger på sommaren. År 1925 övertog de färjan och satte henne i trafik mellan Vestnes och Molde. Salongen byggdes ut på bekostnad av bildäcket, som nu bara kunde lasta tre fordon. År 1931 bytte hon namn till Bilfergen och tre år senare  förlängdes bildäcket och blev genomgående från för till akter så att fem bilar kunde tas ombord. 
Bilfergen rekvirerades av tyskarna i november 1940 och användes till transporter längs
Vestlandets kust. Efter andra världskriget återgick hon i trafik  i Møre og Romsdal. Färjan byggdes om år 1954 men togs ur trafik fem år senare. Efter flera ägarbyten och omfattande renoveringar trafikerade hon den korta sträckan mellan Tofterøy och Steinsland till år  1972.
År 1975 övertogs hon av Søndeled Veteranskibsklubb i Risør, som lät renovera färjan och återföra den  till 1934 års utseende. 
Bilfergen, som är Norges äldsta färja, K-märktes av Riksantikvaren år 2012. Den ligger vid kaj i Brosundet i Ålesund och är café  på sommaren, men gör också utflykter. Studenter från sjöfartsutbildningen på NTNU i Ålesund arbetar som frivilliga ombord.